# Infernal
Infernal är ett danskt dance/klubb-band som slog igenom 1997 i Danmark med låten "Sorti De L'enfer". Dåvarande medlemmar var Lina Rafn, Paw Lagerman och Søren Haahr. De hade egentligen inte planerat att släppa mer än "Sorti De L'enfer", men den stora succén på danska klubbar gjorde att de fortsatte. Albumet "Infernal Affairs" släpptes 1998. De släppte sammanlagt 5 singlar från det albumet. 1998 släpptes också "Remixed Affairs", med remixar på deras låtar.
1999 bestämde sig Søren Haahr att hoppa av och fortsätta sin karriär som DJ. Lina Rafn och Paw Lagerman jobbade vidare och 2001 kom det andra studioalbumet "Waiting for Daylight". En andra version släpptes samma år, men fick då titeln "Muzaik". År 2004 fick Infernal sitt stora genombrott internationellt, med albumet "From Paris to Berlin". Låten "From Paris to Berlin" blev en stor hit kommersiellt i Europa och Australien. "Keen on Disco" blev också kommersiellt framgångsrik.
"From Paris to Berlin" är annorlunda i jämförelse med de andra albumen, albumet inriktar sig mer på sång och "clatchiga" refränger. De andra är mera trance-aktiga, med lite sång och mycket "bass".
En andra version av "From Paris to Berlin" släpptes 2005, i Australien, på grund av deras framgångar där. 4 nya studiolåtar förekommer på den. Den internationella versionen innehåller även singlarna "Self Control", som är en cover på Laura Branigans hit från 1984 och "I Won't Be Crying" som bygger på en sampling av Depeche Modes Strangelove från 1987.

## Diskografi

### Album
- 1998 Infernal Affairs
- 1998 Remixed Affairs
- 2001 Waiting for Daylight
- 2001 Muzaik
- 2004 From Paris to Berlin
- 2005 From Paris to Berlin (International Tour Edition)
- 2007 TBA
- 2008 Electric Cabaret
- 2010 Fall From Grace

### Singlar
- 1997 Sorti De L'enfer (från Infernal Affairs)
- 1998 Highland Fling (från Infernal Affairs)
- 1998 Kalinka (från Infernal Affairs)
- 1998 Voodoo Cowboy (från Infernal Affairs)
- 1999 Your Crown (feat. Xenia) (från Infernal Affairs)
- 1999 Disc Jockey Polka (PROMO SINGLE) (från Infernal Affairs)
- 2000 Serengeti (från Waiting for Daylight och Muzaik)
- 2000 Sunrise (från Waiting for Daylight och Muzaik)
- 2001 Muzaik (från Waiting for Daylight och Muzaik)
- 2001 You Receive Me/Humbled by Nature (You Receive Me från Muzaik, Humbled by Nature från Waiting for Daylight och Muzaik)
- 2001 Let Me Here You Say Yeah! (Male Version) (från Muzaik)
- 2001 Let Me Here You Say Yeah! (Female Version) (från Muzaik)
- 2003 Banjo Thing (Yeepeekayeah Muthafuckas) (feat. Red$tar) (från From Paris to Berlin)
- 2003 The Cult of Noise (feat. Snap!)
- 2004 Cheap Trick Kinda' Girl (PROMO SINGLE) (från From Paris to Berlin)
- 2004 From Paris to Berlin (från From Paris to Berlin)
- 2005 Keen on Disco (från From Paris to Berlin)
- 2005 Cheap Trick Kinda' Girl (från From Paris to Berlin)
- 2006 A to the B (från From Paris to Berlin, International Edition)
- 2006 From London to Berlin (UK World Cup Song)
- 2006 Ten Miles (från From Paris to Berlin, International Edition)
- 2006 Self Control (från From Paris to Berlin, International Edition)
- 2007 I Won't Be Crying From Paris to Berlin, International Edition)